# 米爾斯·費舍
邁爾斯·費雪（英語：Miles Fisher，1983年6月23日—）是美國的一位演員和音樂人。他的父親是一位企業家。除了演員的身份之外，他也是一位音樂人，發行過自己的唱片。他最有名的兩部作品是他在《超低能英雄》裡所演的湯姆·克魯斯一角，以及他在恐怖懸疑電影《絕命終結站5》所飾演的角色彼得.弗來德金

## 外部連結
- Miles Fisher's official website （页面存档备份，存于）
- Miles Fisher's official YouTube site （页面存档备份，存于）
- 米爾斯·費舍在互联网电影资料库（IMDb）上的資料（英文）
- Miles Fisher （页面存档备份，存于） at TV.com
- Miles Fisher （页面存档备份，存于） at Yahoo! TV